# Igboland
Igboland, en igbo : Àlà Ị̀gbò, surnommé Biafra ou L'Est, est la patrie indigène des Igbos au Nigeria,.
Igboland est une région non-gouvernementale, culturelle et linguistique du sud Nigeria. Géographiquement, il est divisé par le fleuve Niger en deux parties inégales. Il se caractérise par la diversité de la culture Igbo mais également par la langue,,.
Politiquement, Igboland est divisé en plusieurs États. Culturellement, il est divisé en plusieurs sous-groupes, tels que les Anioma, Ngwa (en), Edda (en), Ibeku (en), Ohuhu (ig), Omuma et les Ekpeye (en).

## Limites territoriales
Igboland est bordé de tous côtés par de nombreux larges cours d'eau mais aussi de tribus telles que les Edo, Itsekiris, Ijaw, Ogoni, Igala, Tiv, Yako, Idoma et Ibibio. Selon William B. Baikie « La patrie Igbo s'étend d'Est en Ouest, de la rivière Old Calabar, aux rives du Kwora, du fleuve Niger et possède certains territoires à Aboh, un clan Igbo, à l'Ouest du Niger. Au Nord, il avoisine Igara, Igala et A'kpoto et n'est séparé de la mer que par de petites tribus qui toutes tirent leur origine de cette grande race ».
Igboland est principalement situé dans la forêt Lowland, avec des parties dans le delta du Niger, où le fleuve Niger se jette dans l'océan Atlantique, dans un vaste réseau de criques et de mangroves, dans le golfe du Biafra.

## Source de la traduction
- (en) Cet article est partiellement ou en totalité issu de l’article de Wikipédia en anglais intitulé « Igboland » (voir la liste des auteurs).